# Scopula opperta
Scopula opperta là một loài bướm đêm trong họ Geometridae.